# إيكوشيفت
إيكوشيفت، هي لعبة فيديو يابانية من نوع ألغاز، تم تطويرها من شركة أرتون اليابانية، ونشرها شركة سوني كمبيوتر إنترتنمنت، تم إصدار اللعبة في الأسواق سنة 2009، وتعمل على منصتي بلاي ستيشن بورتبل وبلاي ستيشن فيتا.